# 비사얀해

비사얀 해의 지도

비사얀해(영어: Visayan Sea)는 필리핀 중부에 있는 섬에 둘러싸인 작은 해역이다. 필리핀 북부 루손섬 및 주변 지역과 필리핀 중부 비사야스 제도 지방 사이에 위치한 내해이다.

## 개요
동쪽, 남쪽, 서쪽 방향은 비사야스 제도에 둘러싸여 있으며, 동쪽은 동비사야 지방의 사마르섬, 레이테섬, 남부는 중앙비사야스 지방의 세부와 네그로스섬 지방의 네그로스섬, 서쪽은 서비사야스 지방의 파나이섬이 있다. 한편, 북쪽은 루손섬의 남부 비콜 지방에 속하는 마스바테섬이 위치해 있다.
비사얀 해는 북서쪽 시부얀해에 진토토로 해협(Jintotolo Channel)을 통해 연결되어 있다. 또한 북동쪽으로는 사마르해가, 남동쪽으로는 카모테스해가, 남부의 민다나오해(보홀해)에는 타뇬 해협을 통해 연결되어 있다. 필리핀 서쪽 술루해는 파나이섬과 네그로스섬 사이 기마라스 해협과 파나이만을 거쳐 갈 수 있다.